# Ocmulgee Mounds National Historical Park
Ocmulgee Mounds National Historical Park (bis 2019 Ocmulgee National Monument) ist ein archäologischer Fundort und eine Gedenkstätte vom Typ eines National Historical Parks am Ortsrand von Macon im US-Bundesstaat Georgia. Es bewahrt Erdbauten einer voreuropäischen Kultur aus der Zeit von 950 bis 1150, die der Mississippi-Kultur zugerechnet wird. Außerdem wurden im Gebiet einzelne, wesentlich frühere Funde aus der Epoche der Paläo-Indianer und der Archaischen Periode gemacht. Das Gelände wurde später um das Jahr 1700 von den Muskogee- oder Creek-Indianern bewohnt sowie von britischen Indianerhändlern, die einen mit Palisaden bewehrten Handelsstützpunkt im heutigen Schutzgebiet bauten.
Das Gebiet wurde zwischen 1933 und 1942 im Rahmen des New Deals von mehreren hundert Arbeitern unter der Leitung der Works Progress Administration ausgegraben und die sogenannte Earth Lodge gemäß den damaligen Annahmen rekonstruiert. Ende 1936 wurde das Gebiet vom United States Congress als National Monument ausgewiesen und wird seitdem vom National Park Service betreut. Am 15. Oktober 1966 erfolgte die Aufnahme als Historic District in das National Register of Historic Places. Am 12. März 2019 wurde es zu einem National Historical Park umgewidmet und seine Größe um etwa 8,5 km² vergrößert.

## Beschreibung
Das Gebiet liegt am östlichen Ortsrand von Macon am namensgebenden Ocmulgee River in Bibb County. Der kleine Walnut Creek fließt durch das Schutzgebiet und mündet an seiner Grenze in den Ocmulgee River. Auf einem Hochplateau namens Macon Ridge wenige Meter über dem Fluss wurden mindestens acht als Mounds bezeichnete künstliche Hügel und Erdstrukturen gefunden, die von prähistorischen Indianern der Macon Plateau Phase zwischen 950 und 1150 angelegt wurden. Die Kultur wird der frühen Mississippi-Kultur zugerechnet. Damit gehört Ocmulgee zu den umfangreichsten bekannten Anlagen der im gesamten Osten der Vereinigten Staaten verbreiteten Mississippi-Kultur.

### Vorgeschichte
Bereits vor der Macon Plateau Phase war das Gebiet von Menschen bewohnt. Schon Paläo-Indianer vor über 10.000 Jahren und später die Jäger der Archaischen Periode zwischen 6000 und 1000 v. Chr. zogen auf der Jagd an den Ocmulgee River und hinterließen im heutigen Schutzgebiet ihre typischen Speerspitzen und weitere Steinwerkzeuge. Aus der folgenden Woodland-Periode wurden im Gebiet keine Bauten gefunden, aber in der näheren Umgebung wurden Mounds in Form von Grabhügeln aus dieser Epoche identifiziert.

### Bauten
Die Mounds der für den Fundort typischen Macon Plateau Phase waren zeremonielle Anlagen, der größte war beinahe quadratisch mit einer Kantenlänge von 91 m, und etwa 15 m hoch. Sie werden dem Typ Temple-Mound zugerechnet und es wird angenommen, dass auf der Plattform auf den Hügeln je eine Hütte stand, in denen rituelle Handlungen stattfanden. Die Mounds gehörten vermutlich nicht zu einer koordinierten Anlage, sondern wurden nacheinander errichtet, während ältere schon wieder zerfielen. Auch die Entfernung von mehreren hundert Metern zwischen den Mounds spricht gegen eine Zusammengehörigkeit.
Trotz der Einstufung in den späteren Temple-Mound-Typ wurden mindestens zwei, möglicherweise mehr, Mounds wie in vorangegangenen Epochen als Grabhügel verwendet. Die Toten wurden teils als Feuerbestattung, teils gestreckt oder in Hockstellung beigesetzt, teils als Sekundärbestattung in Form von Knochenbündeln. Letzteres geschah, nachdem der Leichnam wegen unpassender Jahreszeit oder anderen Gründen zunächst in Tierfelle gehüllt aufbewahrt worden war, bis die Zeit für eine Bestattung gekommen war. Die Gräber waren teils mit umfangreichen Grabbeigaben ausgestattet, darunter Schmuckstücke und Gegenstände mit zeremoniellen Zwecken.

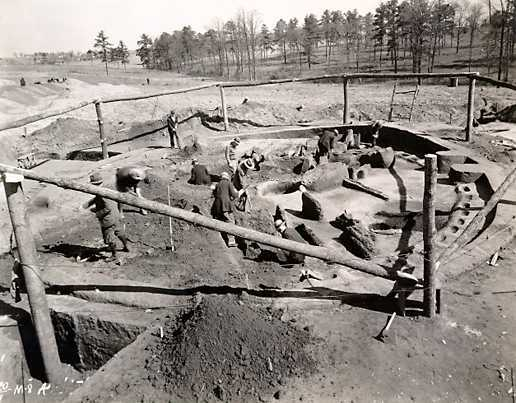
Ausgrabung der Earth Lodge in den 1930er Jahren

Das bekannteste Objekt im Ocmulgee National Historical Park ist die sogenannte Earth Lodge, eine rekonstruierte Rundhütte mit 13 m Innendurchmesser, die bis auf einen langen schmalen Eingang vollständig von einem Erdhügel überdeckt ist. Sie wurde bei den Ausgrabungen der 1930er Jahre gefunden und gab den Anstoß für die Unterschutzstellung des Geländes.
Gefunden wurde der gestampfte Lehmboden, von dem sich eine etwa 25 cm hohe Plattform in Form eines stilisierten Vogels erhob, die dem Eingang gegenüberlag. Außerdem konnten die Pfostenlöcher der Dachkonstruktion identifiziert und der Baubeginn um 1015 datiert werden. Weiterer Lehm und Erdklumpen, die zu Grassoden passten, ließen vermuten, dass die Hütte mit einem Erdhügel überdeckt war. So wurde sie bis 1941 rekonstruiert. In den folgenden Jahrzehnten stellte man fest, dass im feuchten Klima Zentralgeorgias das Erddach so schwer wird, dass die Holzkonstruktion es nicht tragen kann. Daraufhin wurden die Stützen mit Betonträgern ergänzt. Außerdem entwickelt sich im Inneren ein Klima, das Pilze begünstigt, die die Holzstreben angreifen und die Atemluft belasten. Der National Park Service baute eine Klimaanlage in die rekonstruierte Hütte ein. Seit den 1990er Jahren wird diskutiert, ob die Annahme einer erdbedeckten Hütte fehlerhaft war und wie die Earth Lodge möglicherweise auch ausgesehen haben könnte.
Weitere Rundhütten, die ebenfalls als mit Erde überdeckt angenommen wurden, standen in anderen Teilen des Geländes, sie sind jedoch nur rudimentär erhalten.

### Lebensweise
Die Bewohner lebten überwiegend vom Ackerbau. Außer ihren Mounds wurde ein 16 × 18 m großes Hügelbeet aus mehreren Rippenstrukturen ausgegraben, auf dem die bäuerliche Bevölkerung Mais, Squash-Kürbis und Bohnen, die Three Sisters (drei Schwestern) der Indianerkulturen, anbauten. Außerdem bauten sie im kleineren Rahmen Tabak und Baumwolle an. Daneben stand noch die Jagd, etwas Fischfang und das Sammeln von Samen und Früchten wildwachsender Pflanzen. Sie nutzten Werkzeuge aus Stein, darunter charakteristische Pfeil- und Speerspitzen, und verfügten über vielfältige Keramik. Die Keramik unterschied sich deutlich von den vorausgegangenen Typen der Woodland-Periode. Sie war undekoriert, hatte erstmals in der Region echte Henkel und als Magerung zum Temperaturausgleich beim Brennen wurden erstmals zerstampfte Muschelschalen verwendet. Weitere Artefakte waren Nadeln aus Bein, Schmuckstücke in Form von keramischen Kettenanhängern sowie einige Schmuckstücke aus Kupfer und Muschelschalen.
Ob es sich bei den Erbauern und Bewohnern von Ocmulgee um Einwanderer aus dem nördlich gelegenen Tal des Tennessees handelte, die die Anfänge der Mississippi-Kultur in das heutige Georgia brachten, oder ob die Kultur der Bewohner von Ocmulgee aus der vorher im Gebiet verbreiteten Kultur der späten Woodland-Periode hervorging und Elemente wie die Temple-Mounds aus dem Norden übernahm, ist Gegenstand der wissenschaftlichen Debatte.

### Spätere Nutzer
Im Süden des National Historical Park liegt die Lamar site, in der zwei weitere Mounds ergraben wurden. Sie wurden erst um  1350 von einer etwas späteren Kultur errichtet. Einer der Mounds ist der einzige bekannte, der eine spiralförmige Rampe auf die Plattform aufweist.
Um 1700 werden die Muskogee-Indianer im Gebiet fassbar. Sie lebten dauerhaft am Ocmulgee und entwickelten dort eines ihrer größten Dörfer um einen 1690 gebauten Handelsstützpunkt britischer Kolonisten.

## Der National Historical Park heute
Der National Historical Park gehört mit über 100.000 Besuchern im Jahr zu den meistbesuchten touristischen Zielen in Zentralgeorgia. Besucher können das Gebiet auf einer Stichstraße von Macon erreichen und im Besucherzentrum eine Ausstellung und einen kurzen Film zu den prähistorischen Kulturen in Ocmulgee, aber auch den Muskogee-Indianern in historischer Zeit sehen. Nahe dem Besucherzentrum liegt die rekonstruierte Earth Lodge, die besichtigt werden kann. Die kleine Straße und mehrere Wanderwege führen weiter in das Gelände, auf den Wegen oder von mehreren Parkplätzen können die Mounds im Süden und die Feuchtgebiete am Walnut Creek leicht erreicht werden.